# Sint-Corneliuskapel (Breisem)

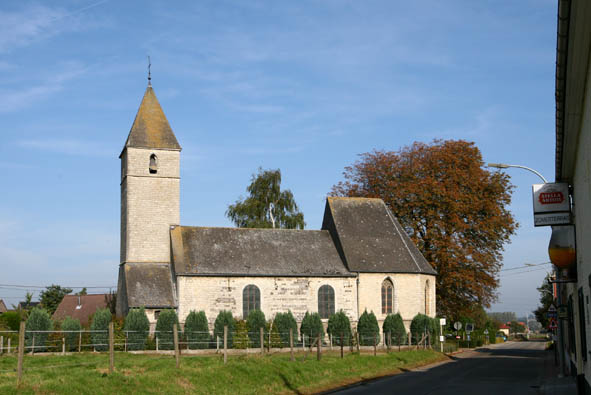
Sint-Corneliuskapel

De Sint-Corneliuskapel is een kapel, feitelijk een kerkje, in de tot de Vlaams-Brabantse gemeente Tienen behorende plaats Breisem, gelegen aan de Kapellenblokstraat.
Deze kapel, gebouwd in kwartsiet en kalkzandsteen, stamt uit de eerste helft van de 14e eeuw en is in gotische stijl uitgevoerd. In de 2e helft van de 14e eeuw werd de toren verhoogd. Hij heeft een tentdak.
De eenbeukige kerk heeft een voorgebouwde toren en een driezijdig afgesloten, verhoogd, koor. Omstreeks 1750 werd het schip nog gewijzigd in classicistische zin.
In de kapel bevindt zich een Sint-Corneliusbeeld uit de vroege 16e eeuw. Uit de late 17e eeuw stamt het schilderij Calvarie.

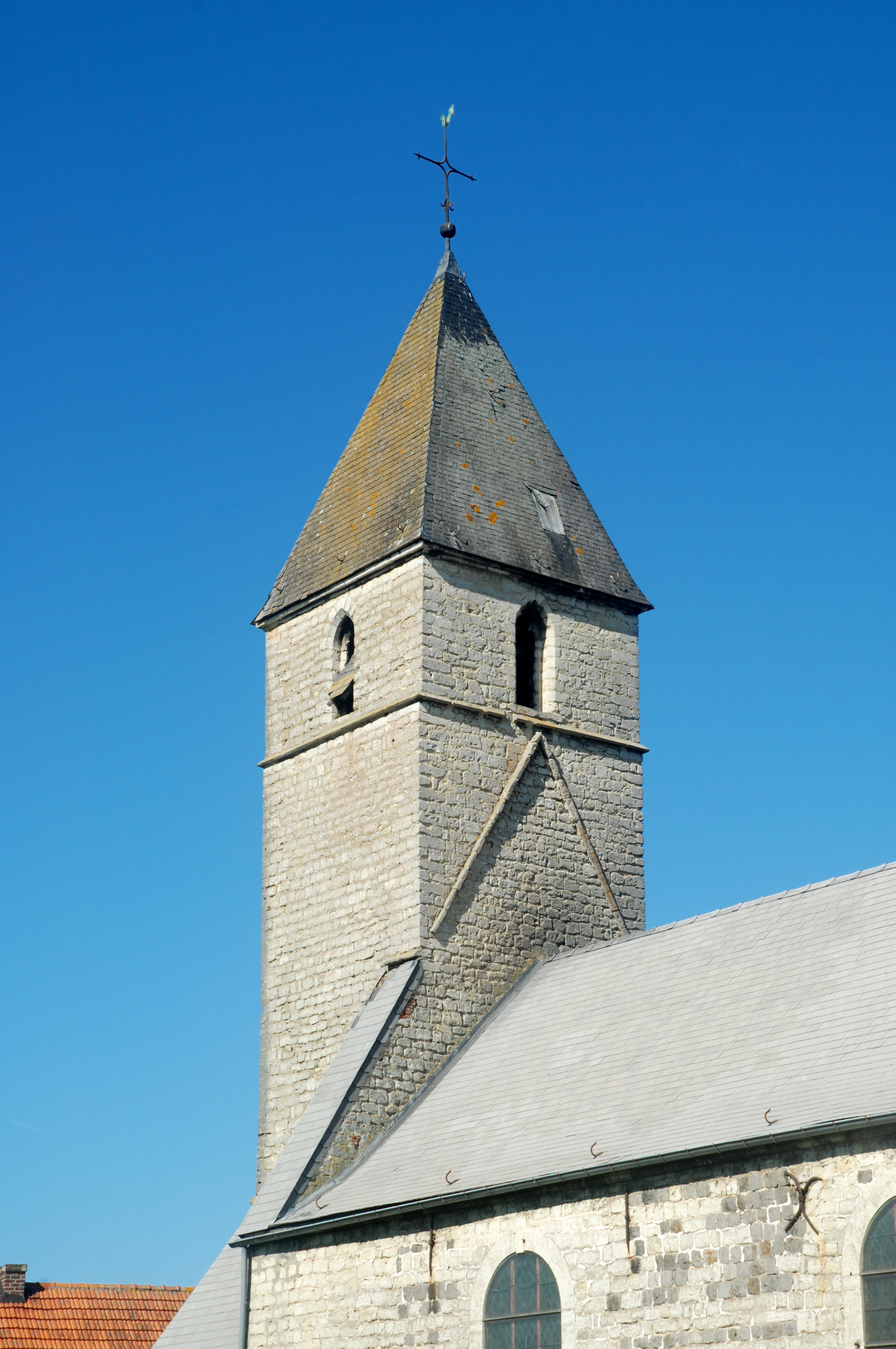
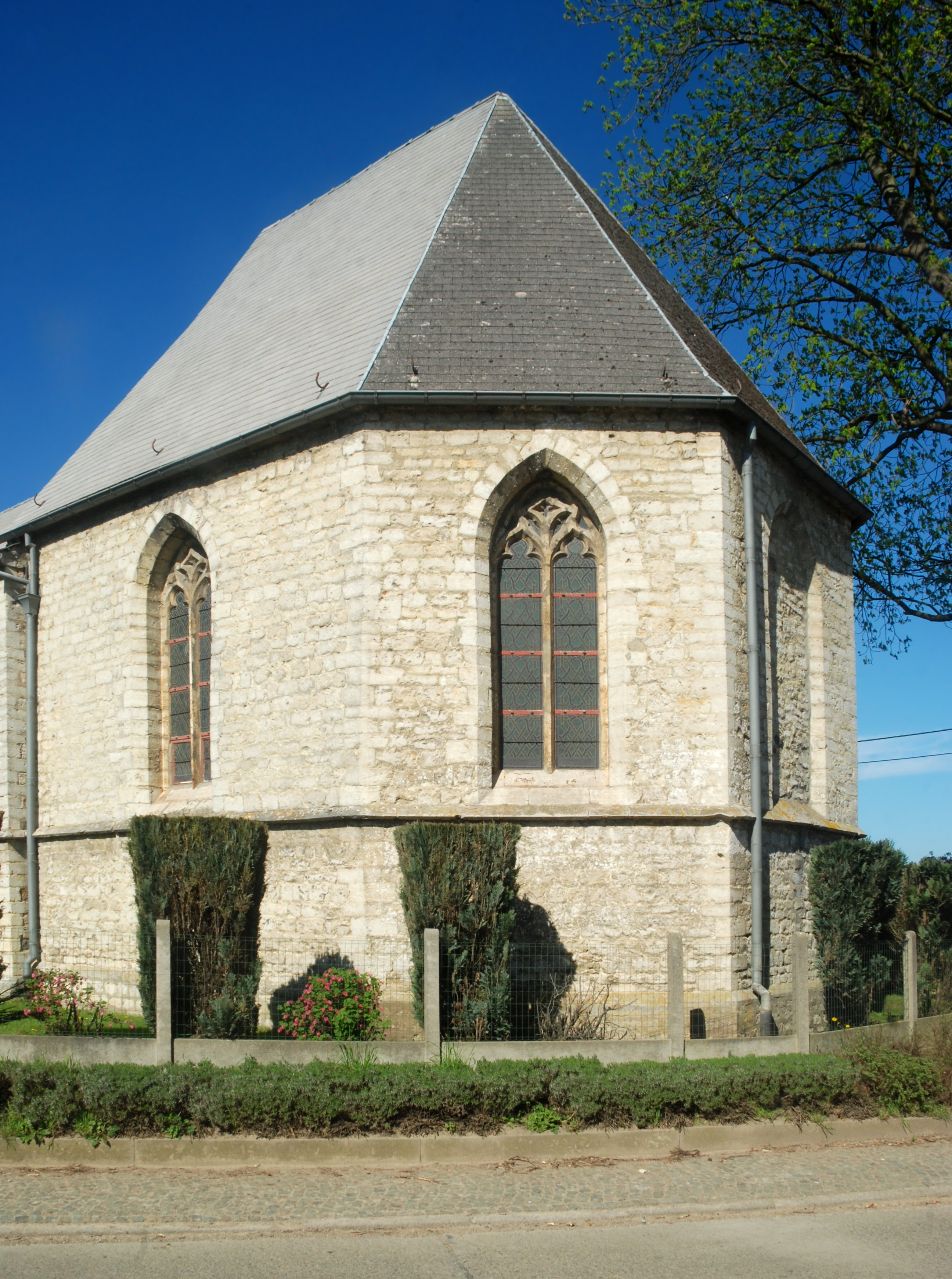
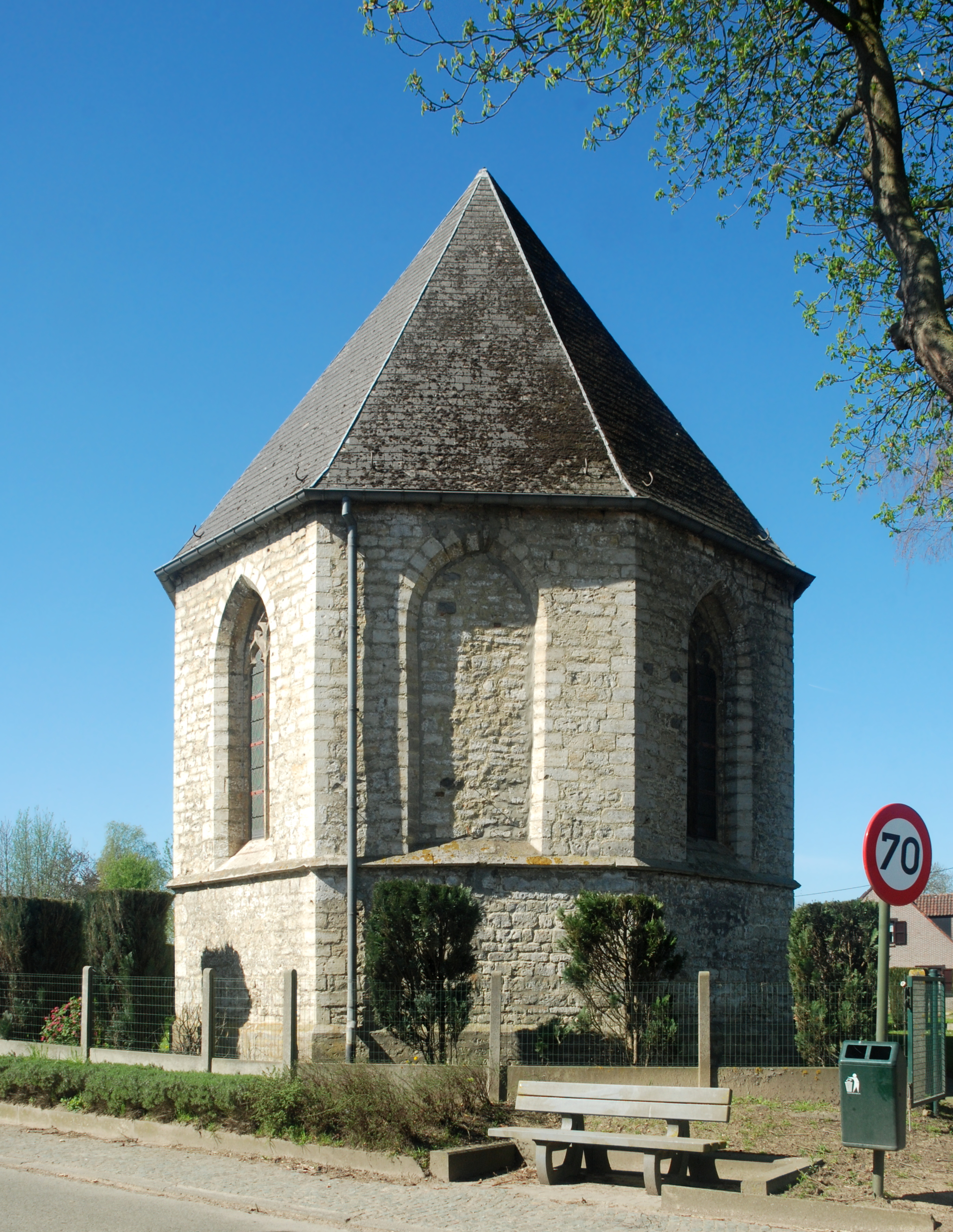